# マーティン・ロザルスキー
マーティン・ロザルスキー（Marcin Rozalski、男性、1978年7月29日 - ）は、ポーランドのキックボクサー、総合格闘家。マゾフシェ県プウォツク出身。Team Rozalski所属。第3代KSWヘビー級王者。マルチン・ロザルスキとも表記される。
全身に掘り込んだ刺青が特徴。強力なパンチや前蹴りが得意で、特にインサイドから敵を打ち抜くようなストレートが得意である。また、ローキックには極端に弱い。

## 来歴
2006年2月25日、K-1地区予選トーナメントのハンガリー大会でデビュー。決勝まで駒を進めるも、怪我により決勝を辞退した。
2009年5月23日、K-1 WORLD GP 2009 IN LODZで行われたEUROPE GPに出場し、1回戦でパク・ヨンスにKO勝ちするも、怪我により準決勝を辞退した。

## 戦績

### 総合格闘技
| 総合格闘技 戦績 | 総合格闘技 戦績 | 総合格闘技 戦績 | 総合格闘技 戦績 | 総合格闘技 戦績 | 総合格闘技 戦績 | 総合格闘技 戦績 |
| --------------- | --------------- | --------------- | --------------- | --------------- | --------------- | --------------- |
| 11 試合         | (T)KO           | 一本            | 判定            | その他          | 引き分け        | 無効試合        |
| 7 勝            | 4               | 2               | 1               | 0               | 0               | 0               |
| 4 敗            | 1               | 2               | 1               | 0               | 0               | 0               |

| 勝敗 | 対戦相手                     | 試合結果               | 大会名                                          | 開催年月日    |
| ○    | フェルナンド・ロドリゲス・Jr | 1R 0:16 KO（右フック） | KSW 39: Colosseum 【KSWヘビー級タイトルマッチ】 | 2017年5月27日 |

### キックボクシング
| 勝敗 | 対戦相手                       | 試合結果          | 大会名                                        | 開催年月日     |
| ○    | パク・ヨンス                   | 3R 0:32 KO        | K-1 WORLD GP 2009 IN LODZ 【EUROPE GP 1回戦】 | 2009年5月23日  |
| ○    | ミタット・タヒルシュライ       | 3R終了 判定3-0    | Angels of Fire III                            | 2008年3月8日   |
| ×    | グレゴリー・トニー             | 3R終了 判定0-3    | Angels of Fire II                             | 2007年10月27日 |
| ×    | パトリス・カルテロン           | TKO               | A-1 Tournament @                              | 2007年7月14日  |
| ×    | ルーカス・ヤロス               | 2R KO             | K-1 Elimination ISKAトーナメント 【決勝】     | 2007年6月9日   |
| ○    | セルゲイ・グール               | 延長R終了 判定    | K-1 Elimination ISKAトーナメント 【準決勝】   | 2007年6月9日   |
| ○    | ロマン・クレイブル             | 3R KO             | K-1 Elimination ISKAトーナメント 【1回戦】    | 2007年6月9日   |
| ×    | セルゲイ・グール               | 3R終了 判定       | K-1 Italy Grand Prix 2007 in Milan 【1回戦】  | 2007年4月14日  |
| ○    | ヤーヤ・ギュレイ               | TKO               | ISKA Heavie weight Title                      | 2007年3月3日   |
| ○    | アブダラ・セラム               | 1R TKO            | A-1 Tournament Istanbur                       | 2006年12月16日 |
| ○    | アンドレイ・ズラウコフ         | 3R終了 判定       | K-1 FIGHTING NETWORK in LATVIA                | 2006年11月4日  |
| ○    | ラファール・ピーターティル     | 1R TKO            | K-1 Poland GP 2006 【決勝】                   | 2006年9月6日   |
| ○    | アルトゥール・コヴァルチェック | 1R TKO            | K-1 Poland GP 2006 【準決勝】                 | 2006年9月6日   |
| ○    | マリウス・コルナッキ           | 2R TKO            | K-1 Poland GP 2006 【1回戦】                  | 2006年9月6日   |
| ○    | リック・ルーファス             | 3R終了 判定       | Best of The Best                              | 2006年5月13日  |
| ○    | アンテ・ヴァルニッツァ         | 延長R終了 判定2-1 | K-1 Hungary 2006 【準決勝】                   | 2006年2月25日  |
| ○    | ティハマー・ブランナー         | 3R終了 判定3-0    | K-1 Hungary 2006 【1回戦】                    | 2006年2月25日  |
| ×    | アシュウィン・バルラック       | 3R終了 判定       | Fight At The Border 【1回戦】                 | 2005年12月10日 |
| ○    | アメド・ジャッタリ             | 3R終了 判定       | Fight At The Border 【1回戦】                 | 2005年12月10日 |
| ×    | シーク・コンゴ                 | 3R TKO            | ？                                            | 2005年         |

## 獲得タイトル
- 第3代KSWヘビー級王座（2017年）